# Каменск (Воронежская область)
Каменск — посёлок в Павловском районе Воронежской области Российской Федерации. Входит в Гаврильское сельское поселение.

## География
Посёлок Каменск расположен в восточной части поселения, выше по течению села Гаврильск. Вблизи посёлка, с юго-востока, в верховье реки Гаврило устроен пруд.

## История
В начале XX века здесь был хутор, называвшаяся Каменная овчарня. Также со слов старожилов, этот населённый пункт раньше назывался Шапорево. Сюда изначально ссылались политзаключённые. 

## Население
| 1900 | 2007 | 2009 | 2010 | 2011 | 2014 |
| ---- | ---- | ---- | ---- | ---- | ---- |
| 11   | ↗461 | ↘459 | ↘432 | ↗468 | ↗492 |

## Улицы
В посёлке 8 улиц: 1 Мая, Новая, Центральная, Космонавтов, Победы, Школьная, Молодёжная и Строителей.